# Jessica Olérs
Jessica Patricia Marie Olérs (Borlänge, Suécia, 1978), filha de pai sueco e mãe colômbiana, foi eleita Miss Suécia 1998 e representante de seu país no concurso Miss Universo, onde não atingiu as semifinais. Estudou Marketing em Estocolmo e Nova York. Atualmente trabalha como assessora de marketing de uma empresa na capital de seu país.